# 鹿岡円平
鹿岡 円平（かのおか えんぺい、1901年（明治34年）4月11日 - 1944年（昭和19年）11月5日）は、日本の海軍軍人。最終階級は海軍少将。

## 経歴
福島県出身。医師・鹿岡貫治の四男として生れる。旧制石川中学校を経て、1921年7月、海軍兵学校（49期）を卒業。皇族2名を除いた席次は172名中5番。翌年5月に海軍少尉任官。海軍水雷学校高等科を首席卒業し、「加古」分隊長、アメリカ駐在（イェール大学）、「夕霧」航海長、「夕凪」水雷長、「羽黒」分隊長などを経て、1934年7月、海軍大学校（甲種32期）を首席で卒業。
軍令部出仕、「嵯峨」艦長、軍令部第1部第2課部員、第2根拠地隊参謀、海軍省軍務局第1課局員などを歴任し東條英機首相秘書官となった。太平洋戦争には、東條内閣総辞職後1944年8月、重巡洋艦「那智」艦長として出征した。北方部隊の第五艦隊旗艦であった「那智」は、志摩清英に率いられ、第二遊撃部隊の旗艦としてレイテ沖海戦に参戦しスリガオ海峡夜戦を戦う。「那智」は先行した第一遊撃隊第三部隊の「最上」と衝突し、左舷を損傷した。10月27日にマニラへ到着し応急修理を行っていたが、11月5日、マニラ湾において米空母「レキシントン」(USS Lexington, CV-16)の艦載機による空襲を受け「那智」は撃沈され、鹿岡は戦死。一階級特進により海軍少将に進んだ。鹿岡の戦死を聞いた東條英機は、家で飼っていた犬に「那智」と名づけて鹿岡を偲んだという。